# Сад счастливых мёртвых
«Сад счастливых мёртвых» — картина австрийского художника Фриденсрайха Хундертвассера. Картина написана в августе 1953 года в Сен-Морис-ан-Сен, и занесена Хундертвассером в каталог собственных работ под № 170.

## Технические данные
Картина написана масляными красками на древесноволокнистой плите, загрунтованной мелом, цинковыми белилами и рыбьим клеем. Плита обрамлена багетом электрик.

## Описание
В основе композиции картины лежит мотив спирали, ставший одним из главных в творчестве Хундертвассера с середины 1950-х годов, с того момента, когда он посмотрел французский документальный фильм «Образы безумия», темой которого было творчество больных шизофренией пациентов парижского госпиталя Сен-Анн.
Широкая дорожка спирали составлена из картушей, внутри каждого выписан орнамент. Спираль, разворачиваясь из центра картины, формирует кладбищенское пространство — сад мёртвых, за границей которого пустое белое поле — мир живых. Картина традиционно для Хундертвассера  выполнена яркими сияющими красками. Весёлые лица мёртвых написаны зелёным цветом, их черты обозначены красным. Для Хундертвассера спираль олицетворяла течение жизни и одновременно движение к смерти. Она имеет начало там, где зарождается жизнь, растёт по кругу, но никогда не замыкает его, а лишь приближается к той точке, которую уже прошла, и уходит в неизвестное никуда, недоступное человеческому пониманию. Она неправильной формы, может утолщаться и становиться тоньше, обходить препятствия и продолжать движение.
В данном случае речь идёт не только о банальном противопоставлении двух миров, но и о продолжении жизни после смерти. Как считал Хундертвассер, распадаясь после смерти, превращаясь в гумус, человек снова живёт, но теперь уже в деревьях, цветах и травах. По мнению искусствоведа Гарри Ранда, вряд ли кто из художников того времени, кроме Хундертвассера, касался в своем творчестве этой проблематики.
В конце жизни художник поселился в Новой Зеландии. Согласно его завещанию, он был похоронен на участке земли в Ао Теа Роа, купленном им самим и названном, как и картина 1953 года, «Сад счастливых мёртвых». По воле Хундертвассера, он должен был быть похоронен без гроба и одежды под тюльпановым деревом.